# Бон-Прогресу
Бон-Прогресу (порт. Bom Progresso)  —  муниципалитет в Бразилии, входит в штат Риу-Гранди-ду-Сул. Составная часть мезорегиона Северо-запад штата Риу-Гранди-ду-Сул. Входит в экономико-статистический  микрорегион Трес-Пасус. Население составляет 2441 человек на 2007 год. Занимает площадь 88,757 км². Плотность населения — 32,0 чел./км².

## Статистика
- Валовой внутренний продукт на 2003 составляет 26.466.534,00 реалов (данные: Бразильский институт географии и статистики).
- Валовой внутренний продукт на душу населения на 2003 составляет 9.332,35 реалов (данные: Бразильский институт географии и статистики).
- Индекс развития человеческого потенциала на 2000 составляет 0,754 (данные: Программа развития ООН).